# Lee Mair
Lee Mair est un footballeur écossais né le 9 décembre 1980 à Aberdeen.

## Carrière
- 1999 - 2001 : Dundee FC  Écosse
  - 2001 : East Fife  Écosse  (prêt)
  - 2001 - 2002 : Falkirk  Écosse  (prêt)
- 2002 - 2004 : Dundee FC  Écosse
- 2004 - 2005 : Stockport County  Angleterre
- 2005 - 2007 : Dundee United  Écosse
- 2007 - 2009 : Aberdeen FC  Écosse
- 2009 - 2014 : Saint Mirren  Écosse
- 2014 - : Partick Thistle   Écosse[1],[2]

## Palmarès
Néant